# Campeonato Chileno de Futebol de 1983 - Terceira Divisão
O Campeonato Chileno de Futebol de Terceira Divisão de 1983 (oficialmente Campeonato Oficial de Fútbol de la Tercera División de Chile 1983) foi a 3ª edição do campeonato do futebol do Chile, terceira divisão. Os 18 clubes jogam em turno e returno em dois grupos regionalizados de 12. Os três melhores de cada grupo vão à fase final, onde o campeão e o vice são promovidos para o Campeonato Chileno de Futebol de 1984 - Segunda Divisão. 

## Participantes
| Equipe                                    | Cidade                                         | Região                           | No ano anterior                                                      | Estádio                                     | Capacidade | Títulos        | Participações |
| ----------------------------------------- | ---------------------------------------------- | -------------------------------- | -------------------------------------------------------------------- | ------------------------------------------- | ---------- | -------------- | ------------- |
| Club Deportivo Independiente de Cauquenes | Cauquenes                                      | Região de Maule                  | Décimo Lugar (Zona Sul)                                              | Estádio Fiscal Manuel Moya Medel            | 10.000     | 0 (não possui) | 3             |
| Club Deportivo Atlético Caupolicán        | Rengo                                          | Região de O'Higgins              | Quinto Lugar (Zona Sul)                                              | Estádio Municipal Guillermo Guzmán Díaz     | 5.000      | 0 (não possui) | 3             |
| Club Deportivo Cultural Doñihue           | Doñihue                                        | Região de O'Higgins              | Décimo Segundo Lugar (Zona Norte)                                    | Estádio Súper Pollo                         | 1.500      | 0 (não possui) | 3             |
| Club Deportivo Defensor Casablanca        | Casablanca                                     | Região de Valparaíso             | Décimo Lugar (Zona Norte)                                            | Raúl Vargas Verdejo                         | 2.500      | 0 (não possui) | 3             |
| Club de Deportes Maipo                    | Isla de Maipo                                  | Região Metropolitana de Santiago | Nono Lugar (Zona Norte)                                              | ----                                        | ---        | 0 (não possui) | 3             |
| Club de Deportes Peumo                    | Peumo                                          | Região de O'Higgins              | Décimo Primeiro Lugar (Zona Norte)                                   | ----                                        | ---        | 0 (não possui) | 3             |
| Club Social y Deportivo Goodyear          | Maipú                                          | Região Metropolitana de Santiago | Sexto Lugar (Ascenso)                                                | ---                                         | --         | 0 (não possui) | 3             |
| Iván Mayo Club de Fútbol                  | Villa Alemana                                  | Região de Valparaíso             | Oitavo Lugar (Zona Norte)                                            | Estádio Ítalo Composto Scarpatti            | 3.000      | 0 (não possui) | 3             |
| Club Deportivo Lautaro de Buin            | Buin                                           | Região Metropolitana de Santiago | Segundo Lugar (Ascenso)                                              | Estádio Lautaro de Buin                     | 1.500      | 0 (não possui) | 3             |
| Súper Lo Miranda                          | Localidade de Lo Miranda, na comuna de Doñihue | Região de O'Higgins              | Terceiro Lugar (Ascenso)                                             | Estádio Súper Pollo                         | 1.500      | 0 (não possui) | 3             |
| Club Deportivo Tricolor Municipal         | Paine                                          | Região Metropolitana de Santiago | Quinto Lugar (Zona Norte)                                            | Estádio Municipal de Paine                  | ---        | 0 (não possui) | 3             |
| Club Deportivo Campos de Batalla          | Maipú                                          | Região Metropolitana de Santiago | Décimo Primeiro Lugar (Zona Sul)                                     | ---                                         | --         | 0 (não possui) | 2             |
| Club Deportivo Con Con National           | Concón                                         | Região de Valparaíso             | Sétimo Lugar (Zona Norte)                                            | ---                                         | --         | 0 (não possui) | 2             |
| Club Deportivo Municipal Talagante        | Talagante                                      | Região Metropolitana de Santiago | Oitavo Lugar (Zona Sul)                                              | Estádio Municipal Lucas Pacheco Toro        | ---        | 0 (não possui) | 2             |
| Club de Deportes Sportivo Cartagena       | Cartagena                                      | Região de Valparaíso             | Estreante                                                            | ---                                         | --         | 0 (não possui) | 1             |
| Club de Deportes Comercio de Llay-Llay    | Llaillay                                       | Região de Valparaíso             | Estreante                                                            | ---                                         | --         | 0 (não possui) | 1             |
| Club de Deportes Puente Alto              | Puente Alto                                    | Região Metropolitana de Santiago | Estreante                                                            | Estádio Municipal de Puente Alto            | 1.900      | 0 (não possui) | 1             |
| Ferroviarios de Chile                     | Estación Central                               | Região Metropolitana de Santiago | Rebaixado do Campeonato Chileno de Futebol de 1982 - Segunda Divisão | Estádio Ferroviário Hugo Arqueros Rodríguez | 30.000     | 0 (não possui) | 1             |

## Campeão
| Campeão Chileno Terceira Divisão 1983                                                 |
| ------------------------------------------------------------------------------------- |
| Súper Lo Miranda (Localidade de Lo Miranda, na comuna de Doñihue) (1º título) Campeão |